# 渡部さとる
渡部 さとる（わたなべ さとる、1961年 - ）は、日本のカメラマン、写真家。山形県米沢市出身。

## 経歴・人物
日本大学芸術学部写真学科を卒後、日刊スポーツ新聞社に入社、写真部に配属。退職後、スタジオモノクロームを設立。フリーランスとして、雑誌、写真集などで活動。2003年より写真のワークショップを始める。2006年よりギャラリー冬青にて作家活動を本格的に開始。
その作品は、アテネ国立美術館（「da.gasita」）、グリフィン美術館（「da.gasita」「TokyoLandScape」）、ケ・ブランリ美術館（「traverse」）に所蔵されている。

## 主な作品
- 2000年 写真集『午後の最後の日射 -アジアの島へ-』Mole ISBN 978-4938628468
- 2003年『旅するカメラ1』エイ出版 ISBN 978-4870999497
- 2004年『旅するカメラ2』エイ出版 ISBN 978-4777901500
- 2007年『旅するカメラ3』エイ出版 ISBN 978-4777908127
- 2007年 写真集『traverse』冬青社 ISBN 978-4887730731
- 2011年『旅するカメラ4』エイ出版 ISBN 978-4777920839
- 2012年 写真集『da.gasita』冬青社 ISBN 978-4887731356
- 2014年 写真集『prana』冬青社 ISBN 978-4887731578
- 2017年 写真集『demain』冬青社 ISBN 978-4887731783
- 2020年『じゃない写真』梓出版社 ISBN 978-4872627107
- 2023年『撮る力　見る力』ホビージャパン ISBN 978-4798630915

## 主な個展
- 1993年「MUGA - SHOT MY SELF」（コダックフォトサロン銀座）
- 1996年「ARTISTS - MUSEが舞い降りる場所」（銀座ニコンサロン）
- 2001年「午後の最後の日射 - 東京」（ウィリアムモリス）
- 2002年「Peaceful Days」（アユミギャラリー）
- 2004年「PORTRAIT- PORTRAITS」（コダックフォトサロン銀座）
- 2006年「da.gasita - 43年目の米沢」（ギャラリー冬青）[4]
- 2006年「da.gasitaの夏」（ちめんかのや）
- 2007年「traverse」（ギャラリー冬青）[5]
- 2009年「da.gasita 2009」（ギャラリー冬青）[6]
- 2011年「Silent Shadow Aomori2011」（ギャラリー冬青）[7]
- 2012年「traverse2012」（ギャラリー冬青）[8]
- 2015年「prana」（ギャラリー冬青）[9]
- 2016年「Demain」（ギャラリー冬青）[10]
- 2017年「demain 2017」（ギャラリー冬青）[11]
- 2018年「2Bとマンデリン そして僕はこの町を離れる」（ギャラリー冬青）[12]。
- 2019年「IN and OUT」（ギャラリー冬青）[13]
- 2020年「紐育 2001年7月」（ギャラリー冬青）[14]
- 2021年「銀の粒」（ギャラリー冬青）[15]